# Pas mon enfant
Pour plus de détails, voir Fiche technique et Distribution.
Pas mon enfant est un téléfilm dramatique américain réalisé par Michael Tuchner et sorti en 1985.

## Fiche technique
- Titre original : Not My Kid
- Réalisation : Michael Tuchner
- Scénario : Beth Polson et Christopher Knopf, d'après la pièce de théâtre de Christopher Knopf
- Photographie : Fred J. Koenekamp
- Montage : Byron Brandt
- Musique : Mark Snow
- Costumes : Le Dawson et Jean Rosone
- Décors : Dennis W. Peeples
- Casting : Nancy Foy
- Producteur : Patricia Finnegan et Sheldon Pinchuk
  - Producteur superviseur : Bill Finnegan
  - Producteur associé : Erica Fox et Nick Lombardo
  - Producteur délégué : Beth Polson
- Sociétés de production : Finnegan Productions
- Sociétés de distribution : CBS
- Pays d'origine :  États-Unis
- Langue originale : anglais
- Format : couleur
- Genre : Drame
- Durée : 100 minutes
- Dates de sortie : 
  - États-Unis : 15 janvier 1985

## Distribution
- George Segal : Dr Frank Bower
- Stockard Channing : Helen Bower
- Andrew Robinson : Dr Royce
- Viveka Davis : Susan Bower
- Christa Denton : Kelly Bower
- Shana O'Neil : Wendy
- Nancy Cartwright : Jean
- Tate Donovan : Ricky
- Laura Harrington : Melody
- John Philbin : Brian
- Kathleen Wilhoite : Penny
- Kathleen York : Linda
- Shawnee Smith : Carol
- Chad Allen : Bobby
- Josh Hamilton : Eddie
- Jill Carroll : Julie
- Melissa Hayden : Michelle
- John M. Jackson : un parent